# 加太こうじ
加太 こうじ（かた こうじ、1918年1月11日 - 1998年3月13日）は、日本の大正、昭和の庶民史、世相・風俗・文化史などの評論家・庶民文化研究家・紙芝居作家。

## 経歴
東京市浅草区神吉町（現・東京都台東区東上野四丁目、五丁目辺り）の貧困家庭に生まれ、荒川区尾久に育つ。本名は加太一松（かぶと かずまつ）だが、名門の加太家の血筋を誇る父に反発し､尋常小学校5年の時から「かた」と名乗るようになった。父親が働かないため関東大震災前に母親と別れ、大商人の妾をしていた伯母（父親の姉）に育てられる。
紙芝居の世界に入ったのは高等小学校在学中の14歳の時。高等小学校卒業後、師範学校への進学を希望していたが、給費制度廃止のために断念し、紙芝居の世界で働く。1932年に逓信省の給仕に採用される話がでるが、紙芝居より少ない収入であるため断り、西洋画家を志して太平洋美術学校に入学。1938年太平洋美術学校を卒業。
1934年から1935年にかけて紙芝居『天誅蜘蛛』で成功。1938年ごろから紙芝居会社（大日本画劇株式会社）と関係し、山川惣治・永松健夫らと交流がはじまる。
1940年、大政翼賛会の文化部配下の「国民文化会議」に紙芝居代表として参加、相馬泰三と知り合う。1941年ごろから雑文や、絵物語など、出版の仕事にも従事する。戦後は、紙芝居専業にもどる。
永松健夫が生んだ『黄金バット』について、1950年から二代目作者となり、また興行に従事し成功、紙芝居作者の第一人者となる。「黄金バット」の二代目作者として配給元になる一方、20万枚になる作品を描いた。また、神戸時代の水木しげるに紙芝居作家として道をつけたのも加太である。
紙芝居衰退後の1959年に同じ金町にすんでいた鶴見俊輔と常磐線の車両中で偶然出会ったことをきっかけに、大正、昭和の庶民史、世相・風俗・文化史などの評論を始める。落語、犯罪、ヤクザ、遊興に関するものが多い。
1960年に刊行した自伝『街の自叙伝』は、NHKラジオの連続朗読物語となり、新劇俳優永井智雄が朗読した。同1960年に編集者柳田邦夫と知り合い、柳田が前年（1959年）に創設していた「大衆芸術研究会」に参加して主宰者となる（他の会員はタカクラ・テル、佐藤忠男、福田定良ら。そのほかに森秀人、鶴見俊輔、虫明亜呂無、邑井操らも会員だった。）。
1962年から雑誌『思想の科学』編集長となる。1963年から思想の科学研究会会長。1980年から思想の科学社社長兼編集長を務め、1986年、日本福祉大学教授となり、1988年客員教授となった。
江戸町人文化の全体像に迫った「江戸の笑い」のほか、「紙芝居昭和史」「下町の民俗学」「小説『黄金バット』」などの著書を記した。
1990年、東京都文化賞（第6回）を受賞。晩年は東京大空襲など戦災資料の保存活動にも精力的にかかわった。
神奈川県で毎年行われている手作り紙芝居コンクールはその足跡を記念し、最優秀賞は名前を冠した「加太こうじ賞」である。

## 親族
幕末の豪商「伊勢八」の加太八兵衛（七代目八兵衛）が出た「加太（かぶと）家」の子孫であり、同じく加太家の子孫であるドイツ文学者山下肇（母方が加太家）と、その縁で共著『ふたりの昭和史』を出している。山下肇の弟にロシア文学者の泉三太郎、映画館経営の三浦大四郎がいる。山下肇の母の次兄の星光は星亨の養嗣子。
初代の加太八兵衛は、明暦3年（1657年）ごろに伊勢から江戸に出て、「伊勢八」の屋号の商人となる。
六代目加太八兵衛（山下肇の高祖父）・七代目加太八兵衛の兄弟の、末弟にあたる・民之助がこうじの曾祖父である。民之助は彰義隊士だった。
江戸に出ず、伊勢に残った加太家の子孫が、明治の官僚・政治家の加太邦憲。

## 著書
- 『街の自叙伝』中央公論社 1960
  - 『定本街の自叙伝』晩声社 1977
  - 『加太こうじ―街の自叙伝』日本図書センター (人間の記録 (37)) 1997
- 『落語 大衆芸術への招待』社会思想研究会出版部 現代教養文庫 1962
- 『落語的味覚論』産報 1963
- 『国定忠治・猿飛佐助・鞍馬天狗』三一新書 1964
- 『日本のヤクザ』大和書房 1964
- 『軍歌と日本人』徳間書店 1965
- 『下町教師伝』教師の友社 1966
- 『衣食住百年』日本経済新聞社 (日経新書) 1968
- 『あゝ新撰組 維新風雲録』大和書房 1968
- 『江戸小ばなし考 落語のふるさとをたずねて』佑啓社 1968
- 『街の芸術論 日本人の涙と笑い』社会思想社 1969
- 『小ばなし歳時記 江戸の笑い』立風書房 1970
- 『紙芝居昭和史』立風書房, 1971、旺文社文庫 1979、岩波現代文庫 2004
- 『こどもの四季』河出書房新社 1972、河出文庫 1981
- 『たのしい遊び』ポプラ社の少年文庫 1973
- 『じごくの五右衛門』ポプラ社 1973
- 『日本列島うたの旅』日本交通公社出版事業局 1973
- 『落語の世界』全5巻 新評社 1973-1974
- 『交通日本史 人力車から新幹線まで』新人物往来社 1974
- 『食いたい放題 東の味・西の味』立風書房 1974
- 『昭和犯罪史』現代史出版会 1974
- 『おんなの現代史 明治・大正・昭和のヒロイン』現代史出版会 1974
- 『昭和大盗伝 実録・説教強盗』現代史出版会 1975
- 『歌の昭和史』時事通信社 1975
- 『下町一代・六三のカブ』時事通信社 1977
- 『少年画家ひとり町をいく』ポプラ社 (のびのび人生論) 1977
- 『落語の遊び 飲む・打つ・買うは江戸の粋』サンポウジャーナル 1978
- 『落語の旅 江戸の庶民の膝栗毛』サンポウジャーナル 1978
- 『落語の女 かかあ天下の江戸の町』サンポウジャーナル 1978
- 『落語の若者 無責任な若旦那・与太郎の馬鹿正直』サンポウジャーナル 1978
- 『落語の犯罪 気弱でやさしいコソ泥たち』サンポウジャーナル 1979
- 『江戸の事件簿 加太こうじ江戸百科』立風書房 1979
- 『飲む、打つ、… 日本の遊び』日本書籍 1979
- 『下町で遊んだ頃 子供の文化再考』教育研究社 1979
- 『明治・大正犯罪史』現代史出版会 1980
- 『東京事件史 明治・大正編』一声社 1980
- 『下町の民俗学』PHP研究所 1980
- 『東京の原像』講談社現代新書 1980
- 『流行歌論』東京書籍 1981
- 『サボテンの花』晩声社 1983、廣済堂文庫 1993
- 『関東侠客列伝』さきたま出版会 1984
- 『昭和事件史』一声社 1985
- 『シキタリがわかる便利雑学事典』日本実業出版社 1985
- 葛飾百景 －葛飾の自然･風物詩－　（版画：佐藤義勝）発行所：葛飾文化の会、発売元：下町タイムス、1985/11
- 『芸界達人浮世話』正続　青蛙房 1986-1987
- 『日本の恋歌相聞百選』青磁社 1986
- 『私の江戸-東京学』筑摩書房 1987
- 『加太こうじ・江戸東京誌』立風書房 1988

江戸のあじ東京の味
東京のなかの江戸
物語江戸の事件史  新版・中公文庫 2000
- 『浅草物語』時事通信社 1988
- 『たのしき悪党たち 犯罪アラカルト』東京法経学院出版 1988
- 『興亡新撰組』光和堂 1989
- 『小説黄金バット』筑摩書房 1990
- 『時代を生きる女性たち 江戸から東京へ、女性400年史』あけび書房 1991
- 『言葉は世につれ』創拓社 1991
- 『彰義隊挽歌』筑摩書房 1992
- 『わたしの日本語』立風書房 1993
- 『東京四方山ばなし 江戸っ子“加太こうじ"』リバティ書房 1995

### 編著・共著
- 『ぶっつけ人生論』森秀人共著 三一新書 1961
- 『日本の大衆芸術 : 民衆の涙と笑い』浅井昭治、佐藤忠男、虫明亜呂無、森秀人、柳田邦夫、邑井操、鶴見俊輔共著、現代教養文庫 1962
- 『ふたりの昭和史』山下肇共編 文藝春秋新社 1964
- 『児童文学への招待』上笙一郎共編 南北社 1965
- 『替歌百年』柳田邦夫、吉田智恵男共編著 コダマプレス 1966
- 『頭の回転をよくする本  ビジネスマン昇進適性テスト100問100答』編 日本文芸社 1969
- 『サラリーマンの犯罪十八章 管理社会の罠に落ちた男たち』奥田博昭 現代史出版会 1979
- 『下町演芸なきわらい 戦後世代の芸能史』木津川計、玉川信明共著 駸々堂出版 1984
- 『名もなくすがしくしたたかに 街のエリート聞き書集』編著 筑摩書房 1985
- 『日本の名随筆 別巻 15 色街』作品社 1992

## 映画
- 紙芝居昭和史 黄金バットがやって来る（自伝『紙芝居昭和史』の映画化） 1972 東宝
  - 監督石田勝心 脚本笠原良三 主演小林桂樹